# اندیس شوشتر۱
شوشتر۱ یک اندیس غیرفلزی است که در حوالی شهر شوشتر استان خوزستان قرار دارد و مادهٔ معدنی موجود در آن، مارن است. و دیرینگی آن به دوران نئوژن می‌رسد. 